# Prefissi del Sistema internazionale di unità di misura
I prefissi di unità di misura hanno la funzione di agevolare l'utilizzo di rapporti elevati di unità (per esempio da 1 nm nanometro a 1 km chilometro) e rimandano a multipli e sottomultipli corrispondenti a potenze positive e negative di 10 o di 1000. Nel Sistema internazionale di unità di misura sono i seguenti.

## Prefissi del Sistema internazionale
| Prefisso | Simbolo | Notazione scientifica | Numero decimale                           | Scala lunga      | Scala corta   | Adozione |
| -------- | ------- | --------------------- | ----------------------------------------- | ---------------- | ------------- | -------- |
| quetta   | Q       | 1030                  | 1 000 000 000 000 000 000 000 000 000 000 | Quintilione      | Nonillion     | 2022     |
| ronna    | R       | 1027                  | 1 000 000 000 000 000 000 000 000 000     | Quadriliardo     | Octillion     | 2022     |
| yotta    | Y       | 1024                  | 1 000 000 000 000 000 000 000 000         | Quadrilione      | Septillion    | 1991     |
| zetta    | Z       | 1021                  | 1 000 000 000 000 000 000 000             | Triliardo        | Sextillion    | 1991     |
| exa      | E       | 1018                  | 1 000 000 000 000 000 000                 | Trilione         | Quintillion   | 1975     |
| peta     | P       | 1015                  | 1 000 000 000 000 000                     | Biliardo         | Quadrillion   | 1975     |
| tera     | T       | 1012                  | 1 000 000 000 000                         | Bilione          | Trillion      | 1960     |
| giga     | G       | 109                   | 1 000 000 000                             | Miliardo         | Billion       | 1960     |
| mega     | M       | 106                   | 1 000 000                                 | Milione          | Million       | 1960     |
| chilo    | k       | 103                   | 1 000                                     | Mille            | Thousand      | 1795     |
| etto     | h       | 102                   | 100                                       | Cento            | Hundred       | 1795     |
| deca     | da      | 101                   | 10                                        | Dieci            | Ten           | 1795     |
| –        | –       | 100                   | 1                                         | Unità            | One           | –        |
| deci     | d       | 10−1                  | 0,1                                       | Decimo           | Tenth         | 1795     |
| centi    | c       | 10−2                  | 0,01                                      | Centesimo        | Hundredth     | 1795     |
| milli    | m       | 10−3                  | 0,001                                     | Millesimo        | Thousandth    | 1795     |
| micro    | µ       | 10−6                  | 0,000001                                  | Milionesimo      | Millionth     | 1960     |
| nano     | n       | 10−9                  | 0,000000001                               | Miliardesimo     | Billionth     | 1960     |
| pico     | p       | 10−12                 | 0,000000000001                            | Bilionesimo      | Trillionth    | 1960     |
| femto    | f       | 10−15                 | 0,000000000000001                         | Biliardesimo     | Quadrillionth | 1964     |
| atto     | a       | 10−18                 | 0,000000000000000001                      | Trilionesimo     | Quintillionth | 1964     |
| zepto    | z       | 10−21                 | 0,000000000000000000001                   | Triliardesimo    | Sextilionth   | 1991     |
| yocto    | y       | 10−24                 | 0,000000000000000000000001                | Quadrilionesimo  | Septillionth  | 1991     |
| ronto    | r       | 10−27                 | 0,000000000000000000000000001             | Quadriliardesimo | Octillionth   | 2022     |
| quecto   | q       | 10−30                 | 0,000000000000000000000000000001          | Quintilionesimo  | Nonillionth   | 2022     |

1. ↑  La scala lunga è utilizzata da molti paesi europei, dai paesi ispanici e da quelli francofoni. Nella colonna di seguito i termini sono riportati in lingua italiana.
2. ↑  La scala corta è utilizzata da paesi anglofoni, paesi arabi, stati post-sovietici e altri stati come il Brasile e la Turchia. Nella colonna di seguito i termini sono riportati in lingua inglese.
3. ↑  Il sistema metrico fu introdotto nel 1795 con sei prefissi. Le date indicate indicano il riconoscimento del prefisso con risoluzione della CGPM.

### Etimologia
Gli ultimi prefissi quetta, ronna, ronto e quecto, attribuiti nel novembre 2022, hanno nomi di derivazione etimologica artificiosa, scelti sulla base dell'esigenza di utilizzare come simbolo 'R', 'r', 'Q' e 'q': le uniche lettere non ancora adoperate come simboli per altri prefissi o unità di misura e non escluse dalla CGPM, e in continuità con i criteri di attribuzione dei più recenti prefissi.
- quetta: dal greco δέκα, deka, «dieci», e per deformazione perché 1030 = 100010.
- ronna: dal greco ἐννέα, ennea, «nove», e per deformazione perché 1027 = 10009.
- yotta: dal greco ὀκτώ, okto, «otto», e per deformazione perché 1024 = 10008.
- zetta: dalla lettera greca ζ zeta (dal greco ζῆτα, sette[N 1]), e per deformazione perché 1021 = 10007. Un prefisso dello stesso valore, hepta, era stato introdotto non ufficialmente prima dell'approvazione di zetta. Era formato sulla cifra greca sette (ἑπτά); non è mai stato approvato ed è oggi obsoleto.
- exa: dal greco ἕξ, hex, «sei» (omettendo la h) perché 1018 = 10006.
- peta: dal greco πέντε, pente, «cinque» (omettendo la n) perché 1015 = 10005.
- tera: dal greco τέρας, teras, «mostro», o τετρά, tetra, «quartina» (omettendo la t) perché 1012 = 10004.
- giga: dal greco γίγας, gigas, «gigante».
- mega: dal greco μέγας, megas, «grande».
- chilo: dal greco χίλιοι, chilioi, «mille».
- etto: dal greco ἑκατόν, hekaton, «cento».
- deca: dal greco δέκα deka, «dieci»
- deci: dal latino decimus, «decimo».
- centi: dal latino centus, «cento».
- milli; dal latino mille, «mille».
- micro: dal greco μικρός, mikros, «piccolo».
- nano: dal greco νᾶνος, nanos, «nano».
- pico: dall'italiano "piccolo".
- femto: dal danese femten, «quindici», perché 10−15.
- atto: dal danese atten, «diciotto», perché 10−18.
- zepto: dal latino septem, «sette», e per deformazione perché 10−21 = 1000−7 o 1⁄10007.
- yocto: dal greco ὀκτώ, okto, «otto», e per deformazione perché 10−24 = 1000−8 o 1⁄10008.
- ronto: dal greco ἐννέα, ennea, «nove», e per deformazione perché 10−27 = 1000−9 o 1⁄10009.
- quecto: dal greco δέκα, deka, «dieci», e per deformazione perché 10−30 = 1000−10 o 1⁄100010.

## Prefissi in disuso
Alcuni prefissi usati in vecchie versioni del sistema metrico non fanno più parte del Sistema Internazionale ufficiale. I prefissi myria (ma, per 10 000) e myrio (mo, per 1⁄10000) derivano dal greco μύριοι (mýrioi) diecimila. Tali unità, adottate nel 1795, non furono conservate quando i prefissi vennero per la prima volta fissati dall'undicesima CGPM del 1960.
| Prefisso | Simbolo | Notazione scientifica | Numero decimale | Scala lunga   | Adozione |
| -------- | ------- | --------------------- | --------------- | ------------- | -------- |
| myria    | ma      | 104                   | 10000           | Diecimila     | 1795     |
| myrio    | mo      | 10-4                  | 0,0001          | Decimillesimo | 1795     |